# Peter Brierley Johnson
Peter Brierley Johnson (* 1925 in Eccleshill, West Yorkshire; † 27. Oktober 2016 in Leeds) war ein britischer Journalist und Übersetzer.

## Leben
Peter Johnson besuchte die Woodhouse Grove School in Apperley Bridge. Er war von 1943 bis 1946 Mitglied der Royal Navy. 1944 war er RNVR officer-trainee in Royal Naval College in Greenwich. 1946 war er in Hamburg stationiert und lernte dort seine spätere Frau Elfi, geb. Kowitz (1924–2008) kennen. Sie heirateten noch im selben Jahr. Das Paar lebte drei Jahre lang in Shelf, von 1947 bis 1950, bis sie dann nach London umzogen.
Peter Johnson arbeitete zunächst sieben Jahre für britische Lokalzeitungen wie den Bradforder Halifax Courier und Telegraph & Argus, bevor er 1954 zu Reuters nach London in die Fleetstreet ging. Johnson eröffnete im Mai 1959 das erste Reuters-Büro, als erste Agentur des westlichen Auslandes in Ost-Berlin. 1961 berichtete Johnson als Reporter vom Eichmann-Prozess in Israel. Von 1962 bis 1964 war er Leiter des Reuter-Büros in Moskau. 1964 wurde er wegen angeblicher verleumderischer Berichterstattung über die Sowjetunion ausgewiesen. Von 1965 bis zu seiner Pensionierung 1986 arbeitete er für den Londoner Rundfunk, den deutschsprachigen Dienst der BBC mit Sitz am Savignyplatz in West-Berlin und ab 1971 als Korrespondent von London aus. Von 1968 bis 1969 war er Vorsitzender im Verein der Ausländischen Presse zu Berlin.  Danach arbeitete er als freier Autor, Übersetzer und Journalist u. a. für BBC World News. Peter Johnson war Spezialist für die Sowjetunion sowie den ehemaligen Ostblock. Seine Berichte erschienen u. a. in The Washington Post und in der Times.
Peter Johnson und seine Frau Elfi arbeiteten jahrelang als Übersetzer und Herausgeber.
Peter Johnson war Mitglied bei National Union of Journalists, Foreign Press Association, The Institute of Translation and Interpreting.

## Veröffentlichungen
Als Autor
- Reuter Reporter in Divided Germany 1955–58. Studio Poligrafii [&] Tagman (1998)
- Reuter Reporter Among the Communists 1958–59. Tagman Press, an Imprint of Tagman Worldwide Ltd.; 1st Ed. edition (1. Dezember 2000)
- Roving Reuter Reporter: 1959-1961 Tagman Press, an Imprint of Tagman Worldwide Ltd. (1. Januar 2003)
- Working as the BBCs German Service Representative and News Correspondent in West Berlin, 1965–1970. In Charmian Brinson, Richard Dove: ‚Stimme Der Wahrheit‘ – German-language Broadcasting by the BBC. Rodopi, 2003 (Auszüge online bei Google Books)
- Private Presley In Nicholas Moore, Sidney Weiland: Frontlines: Snapshots of History Pearson Education, 2001 (Auszüge online bei Google Books)
- Witnessing and Dictatorship: Reporting for Reuters and the BBC in The Other Germany: Perceptions and Influences in British-East German Relations, 1945-1990, Band 52 von Beiträge zur England-Forschung: Schriftenreihe des Arbeitskreis Deutsche England-Forschung. Winter-Verlag e.K., 2005 University of Michigan ISBN 3-89-639485-1, ISBN 978-3-89639485-9
- Großbritannien Peter B. Johnson Brief aus Berlin BBC vom 26. 4. 1966 in Fritz Brühl: Ansichten über Deutschland: eine kritische Bilanz von 36 Journalisten aus 30 Ländern, 20 Jahre Internationaler Frühschoppen Econ Verlag, 1972 ISBN 3-43-011584-1, ISBN 978-3-43011584-1
- Ein Brite in Ost-Berlin 13.10.1989 in Zurück zu Deutschland: Umsturz und demokratischer Aufbruch in der DDR Rheinischen Merkur Verlag Bouvier, 1990
- Zeuge einer Agonie in Zurück zu Deutschland: Umsturz und demokratischer Aufbruch in der DDR. Rheinischen Merkur Verlag Bouvier, 1990

Übersetzung
- Jörg Schönbohm: Two armies and one fatherland: The end of the Nationale Volksarmee. Übersetzung ins Englische von Peter und Elfi Johnson ISBN 978-1571810694

Sonstiges
- Stefan Berger, Norman LaPorte: Friendly Enemies: Britain and the GDR, 1949–1990. ISBN 978-1-84545697-9. S. 86, 143. Berghahn Books, 2010 (englisch) – Auszüge Online bei Google Books
- Herbert Wehner, Peter Johnson: Gespräch zwischen dem Bundesminister für gesamtdeutsche Fragen, Herbert Wehner, und dem Mitarbeiter der BBC in Berlin, Peter Johnson, am 26. Dezember 1968 im deutschsprachigen Programm der BBC, London. Band 166 von Aktuelle Materialien zur Deutschland-Frage. Bundesministerium für Gesamtdeutsche Fragen, 1968 (3 Seiten)